# Liste der Monuments historiques in Les Istres-et-Bury
Die Liste der Monuments historiques in Les Istres-et-Bury führt die Monuments historiques in der französischen Gemeinde Les Istres-et-Bury auf.

## Liste der Immobilien
| Bezeichnung       | Beschreibung            | Standort               | Kennzeichnung | Schutzstatus | Datum | Bild           |
| ----------------- | ----------------------- | ---------------------- | ------------- | ------------ | ----- | -------------- |
| Kirche Ste-Hélène | aus dem 13. Jahrhundert | Rue de l’Église (Lage) | PA00078724    | Classé       | 1927  | weitere Bilder |

## Liste der Objekte
| Bezeichnung                   | Beschreibung           | Standort                        | Kennzeichnung | Schutzstatus | Datum | Bild |
| ----------------------------- | ---------------------- | ------------------------------- | ------------- | ------------ | ----- | ---- |
| Grabstein für Pierre de Coucy | Stein, 17. Jahrhundert | in der Kirche Ste-Hélène (Lage) | PM51003300    | Inscrit      | 1991  |      |
| Skulptur einer Heiligen       | Holz, 18. Jahrhundert  | in der Kirche Ste-Hélène (Lage) | PM51003301    | Inscrit      | 1991  |      |
| Skulptur Madonna mit Kind     | Stein, 17. Jahrhundert | in der Kirche Ste-Hélène (Lage) | PM51003298    | Inscrit      | 1991  |      |
| Grabstein                     | Stein, bezeichnet 1583 | in der Kirche Ste-Hélène (Lage) | PM51003299    | Inscrit      | 1991  |      |